# التنميط اللغوي
هو العملية التي يتم فيها مزاولة تحديد [31] الخصائص الاجتماعية للفرد بناءً على الإشارات السمعية خاصة في اللهجة واللكنة، استحدثت [32] نظرية البروفيسور جون باو لأول مرة [33] لتفسير الممارسات التمييزية في سوق الإسكان على أساس [34] الحدود السمعية للزبائن المتوقعون من قبل مديري الإسكان. يتمد طاق التنميط اللُغوي ليشمل [35] مسائل الإجراءات القانونية والفرص الوظيفية و [36] التعليم. كثيراً ما وُصِفت النظرية بأنها [37] المكافئ السمعي للتنميط العرقي. حيث ان [38] مُعظم الأبحاث [39] والأدلة [310] التي تدعم النظرية لها علاقة بالتفرقة العرقية والاثنية،[311]  ومع ذلك فهي قابلة للتطبيق ضمن المجموعات العرقية الأثنية كمعرفة الجنس والتوجه الجنسي وتمييز موقع الأصل الجغرافي.[312]
تختلف نظرية التنميط [313] لباو عن التنميط اللغوي كم عرفه [314] هانز فان هالتيرين من جامعة نايميخن في هولندا. تتناول نظرية فان هالتيرين تصنيف الخصائص اللُغوية لغرض التحقق والتعرّف على الكاتب من خلال النص، وليس بالضرورة الفئات المحددة اجتماعياً التي اشتملتها.
التمييز:
هناك فرق بين الاستعمالات المتعددة للتنميط اللُغوي وإمكانية المعالجة التمييزية [315] .القدرة على تحديد الهوية الأصلية والعرقية استناداً على الحديث ان يتم استخدامها من غير تمييز علني وذلك وفقاً للمناقشات في بضعٍ من قضايا المحاكم التي استعملت الصوت في محاكمة [316] المشتبه به. تظهر [317] الآثار السلبية للتنميط اللُغوي عند الحرمان من السكن والوظيفة بناءً على الصور النمطية المتعلقة باللهجة واللكنة. كما ترتبط المزيد من الممارسات السلبية بالتعليم والمعاملة العامة بالأفراد الذين يتحدثون بلهجات موصومة. ويمكن العثور على عوامل أكثر ايجابية لهذه الممارسة في وصف باو لمظاهر التعبير عن الفخر العرقي. وبالرغم أن الاشخاص العاديين أثبتوا أنهم مستعدون جيداً لقياس الخصائص الاجتماعية عن طريق الحديث [318] , ألا أنه يجب أن تؤخذ في عين الاعتبار أخفاقات أولئك الذين ليسوا على علم بكلام المجتمع [319] والقدرة على التلاعب بالحديث عند تحديد الاستخدام الغير منحاز للتنميط اللُغوي.
  الفئات المنسوبة:
-        العرق أو الجنس.
-        بين الجماعات العرقية:
[20] كان البحث الأولي الذي نُفِذّ على التنميط اللُغوي نتيجةً لخبرة [21] العالم اللُغوي جون باو في البحث عن السكن لكونه: (الأصح«كأمريكي..»)  أمريكي من أصل أفريقي؛ حيث وجد باو أن هناك تناقضًا بين اعلان توفر شقة عبر مقابلةٍ هاتفية تحدث فيها بلغةٍ إنجليزية اعتيادية وعدم توافرها عند التقائه وجهاً لوجه مع المالك. يشير المفهوم المتغير لمدير لإسكان بين الإشارات السمعية والشارات البصرية إلى أن هناك تمييز صريح على أساس العرق. 
قد قام [22] العلماء باو،[23]  وبورنيل، وايدساردي مجموعة لأربع [24] تجارب بناءً [25] على التعرف على اللهجات الإنجليزية الأمريكية[26]  . فكانت النتائج كالتالي:
·        التمييز على أساس اللهجة موجود ويحدث بالفعل [27] .
·        يمكن للمستمعين البسطاء تحديد الأصل العرقي من خلال الحديث.
·        يتطلب حوار صغير جداً للتحديد بشكلٍ أدق.[28] 
-        التمييز بناءً على اللهجة الإنجليزية الأمريكية:
تضمنت التجربة الأولى سلسلة من الاستبانات الهاتفية حيث قام متحدثٌ واحد بطلب سكن بواسطة اللهجات المختارة التي تتضمن الإنجليزية المكسيكية، الإنجليزية الأفريقية، الإنجليزية العامّية، وأيضاً الإنجليزية الأمريكية القياسية، وقد خضع كل مالك سكن تم اختياره إلى ثلاث طلبات باستخدام ثلاثة من تلك اللهجات؛ وقد تبين أن الردود [29] من سلبيةٍ وإيجابية لتحديد مواعيد الاتصال لاحقا كانت تفضّل المتحدثين بلهجةٍ أمريكية القياسية.  و[330] كانت النتائج لنسبة من عاود الاتصال لمدينتيّ بالو التو وووسايد التي تحوي من سكّانها من هم أمريكيون من أصول أفريقية أمريكيون من أصول أشبانيه [331] أقل من %5 , كالتالي:
| الموقع الجغرافي | الإنجليزية الأمريكية القياسية | الإنجليزية الأمريكية المكسيكية | الإنجليزية الأفريقية القياسية |
| بالو التو       | 63.1%                         | 31.9%                          | 48.3%                         |
| وودسايد         | 70.1%                         | 21.8%                          | 28.7%                         |

من بين الاربعة مواقع جغرافية [332] [333] التي تم اختيارها لإجراء الدراسة، كانتا هاتي المدينتين هما الأكثر انخفاضاً من حيث عدد السكان الأمريكيون من اصولٍ أفريقية والأمريكيون من اصولٍ اسبانية واللتان كان لديهم [334] أكثر نسبة تحيز نحو اللهجات الغير اعتيادية.
-      اللهجة المميزة:
وليتسنى تحديد قدرة الأشخاص لتمييز [335] اللهجات،[336]  اُجريَت تجربة أخرى منفصلة،[337]  حيثُ طُلِب من خمسون طالباً [338] قوقازياً مِن متحدثو [339]  الإنجليزية الأمريكية القياسية، لم يتخرجوا بعد[340]  ، أن يتعرفوا [341] على الأصل العرقي من خلال تسجيلٍ للكلمة " hello" ملفوظة إمّا بالإنجليزية المكسيكية، أو الإنجليزية الأميركية الأفريقية العامية، أو الإنجليزية الأمريكية القياسية.
تمكّن المشاركون من التعرف على اللهجة الصحيحة أكثر من %70 من الوقت [342] , كان التعرف على اللهجة الإنجليزية المكسيكية أكثر سهولة من اللهجة الأمريكية الأفريقية العامّية.
-        داخل المجموعات العرقية:
بينما تم جمع العديد من الأدلة التي تصف التنميط اللُغوي بين المجموعات العرقية من خلال [343] حديث المجتمع، يتسع التنميط اللُغوي أيضاً إلى أعضاء داخل المجموعة العرقية أو الأثنية. ونستدل على هذا عبر [344] دراسةٍ أجرتها جاكلين رامان تصف فيها مفهوم [345] الأمريكيون من أصل أفريقي ذوي الطبقة المتوسطة نحو اللهجة الإنجليزية الأمريكية الأفريقية العامّية -أو AAVE- واللهجة الإنجليزية القياسية. فوجدت أن الأشخاص قد ربطوا اللهجة الإنجليزية الأفريقية العامية بتراثهم، كما أنهم يشعرون [346] أن استخدام الأمريكيون الأفارقة للإنجليزية القياسية هو نوع من التطبع بعادات البيض.
-        الحديث بالإنجليزية الأمريكية الصينية والأمريكية الكورية:
أجرى الباحثان «نيومان» و «وو» بحثاً عن التمييز بين الأعراق حيث [347] طلبوا من الأشخاص التعرّف على عدّة متحدثي بناءً على [348] أعراقهم، تضمن المتحدثون لاتينيين، أمريكيون [349] من أصول أفريقية، أمريكيون من أصول صينية، أمريكيون من أصول كورية، ومتحدثون بيض. مال [350] المستمعون إلى تصنيف المتحدثين بنجاح كلاتينيون [351] وأمريكيون من أصل أفريقي أو بيض ام [352] آسيويون؛ بينما لم يميزوا في كثير من الأحيان بين المتحدثين ذوي اللهجة الإنجليزية الصينية والكورية على الرغم من وجود الفروقات الصوتية.
-        وقت بداية الصوت:
لقد وُجِد ان المتحدثين بلهجة إنجليزية كورية والمتحدثين بلهجة إنجليزية صينية [353] يستغرقون وقتاً أطول من المتحدثين ذوي اللهجة الإنجليزية الأ
أمريكية الاعتيادية لبدء الصوت أو ما يرمز له باللغة الإنجليزية (VOT)، أو قد يكون الوقت أطول [354] بين الصوت الصامت والانفجاري،[355]  وفضلاً عن ذلك، يميل الأمريكيون من أصل كوري إلى استغراق وقتٍ أطول من المتحدثين الأمريكيين ذوي الأصول الصينية لبدء الصوت؛ ويتضح هذا الاختلاف عند أخذ وقت البداية للأصوات (ف)، و (ك) و (ذ/ث) في عين الاعتبار.
| الصوت | وقت بداية صوت اللهجة القياسية | وقت بداية صوت اللهجة الأمريكية الصينية | وقت بداية صوت اللهجة الأمريكية الكورية |
| ف     | 58 ms                         | 77 ms                                  | 91 ms                                  |
| ك     | 70 ms                         | 75 ms                                  | 94 ms                                  |
| ث / ذ | 80 ms                         | 87 ms                                  | 126 ms                                 |

الإيقاع:
المتحدثين بالإنجليزية الأمريكية الكورية والأمريكية الصينية من حيث توقيت المقطع الصوتي أو الإيقاع،[356]  متحدثيّ [357] الأمريكية الصينية يميلون (الذكور تحديداً) للتحدث بتوقيت [358] متزامن للمقاطع الصوتية أكثر من المتحدثين بلهجة أمريكية كورية.  
·      الجنس والتوجه الجنسي:
ينطبق التنميط اللُغوي أيضاً على الجنس والتوجه الجنسي. أجرى [359] مؤنسون دراسة حيث يُطلب من المستمعين فيها [360] أن يميزوا بين متحدثين ذكور واناث مغايري الجنس، وبين متحدثين من ذكور مثليين، وأناث ثنائيي الجنس أو مثليين. فوجد مؤنسون أن المستمعين قاموا بتصنيف الذكر [361] والأنثى بناء على الذكورة والأنوثة،[362]  وتبعاً لذلك، فقد قاموا باعتبار المتحدثين الذكور كمثليي الجنس أن بدا صوتهم أقل ذكورة عن [363] المعتاد، بينما تم اعتبار المتحدثات من الإناث كثنائيات الجنس أو مثليات أن بدت أصواتهم أقل أنوثة عن المعتاد.
-         تصور الأنوثة:
تتضمن الخصائص اللُغوية لتصور [364] الأنوثة الآتي [365] :
·        يتم أصدرا أحرف العلة الأمامية بتردد توافقي أعلى من F1.
·        يتم أصدرا أحرف العلة الخلفية بتردد توافقي اعلى من F2.
يتم اعتبار المتحدثات الأناث على [366] أنهن ثنائيات الجنس أو مثليات أن أظهروا خصائصاً تعاكس ما سبق. وبالتالي المتحدثات [367] اللاتي [368] صُنِفوا على أنهن ثنائيات الجنس أو مثليات لا يعتبرن بالضرورة ذكوريات.
-        تصور الذكورة:
تتضمن الخصائص اللُغوية لتصور الذكورة الآتي:
·        يتم إصدار أحرف العلة المنخفضة بتردد توافقي اعلى من: F1[369] 
·        يتم إصدار أحرف العلة الخلفية بتردد توافقي أدني من: F2
·        يوجد تجاف [370] أو انحراف نحو التردد التوافقي الأول: F1
يتم اعتبار المتحدثين الذكور على أنهم مثليي الجنس أن (من المدققة: أو في حال بانت*) بانت لديهم خصائص متعاكسة.
أضافةً إلى ذلك، فإن من تم اعتبارهم كمثليين من المتحدثين الذكور أظهروا نفساً أكبر ولفظاً أكثر [371] للمقاطع المشددة من الذكور الذين تم اعتبارهم كمغايري الجنس. وقد وجب التنبيه على أن المتحدثون [372] الذين تم التعريف عنهم كمثليين [373] , لا يعتبرون بالضرورة اناثا
·       الأصل الجغرافي:
يظهر التنميط اللُغوي إلى [374] ما هو ابعد من مجالي العرق والاثنية عند التعريف عن [375] الاصل الجغرافي، [376] في الواقع، تشير الأدلة إلى أمكانية نجاح المستمعين في تصنيف المتحدثين بناء على لهجاتهم؛ اكتشف [377] اللغويان كلوبر وبيسوني (2003) أنه بالإمكان للمستمعين [378] عديمي الخبرة  [379] أن ينجحوا في تصنيف المتحدثين الوافدين من نيو أنجلاند، جنوبها [380] أو غربها، ولكنهم وجدوا [381] صعوبة كبيرة في توضيح [382] الأصل الجغرافي حين [383] تقديم عدد كبير من اللهجات: نيو أنجلاند، الشمال، شمال ميدلاند، جنوب ميدلاند، الجنوب، الغرب، مدينة نيويورك، أدلة تشير إلى أن تاريخ الإقامة لدى المستمع [384] قد أثر في تصنيفه للمتحدث، وأن المستمعين استخدموا مجموعة صغيرة من الإشارات الصوتية لتحديد تلك الاختلافات . 
-        إنجليزية يوتا:
كان لدى بيكر وآخرون نتائجاً مقاربة في دراسةٍ طُلِب فيها من المقيمين في يوتا والغير مقيمين فيها أن يميزوا درجة الإقامة لعينّةٍ من المتحدثين. ومن الغير مُستَغرَب [385] فقد تبّين ان المقيمين في يوتا [386] والغربيون [387] الغير مقيمين فيها استطاعوا بنجاح التعرف [388] على [389] ما أن كان المتحدث من يوتا أم لا.  كما تنسب الصعوبة التي واجهها غير المقيمين في يوتا أثناء تمييز المتحدثين من سكان يوتا إلى قلة خبرتهم، مع ذلك، مال الغربيون الغير مقيمين في يوتا إلى استعمال الإشارات الصوتية النمطية لتحديد [390] المتحدثين أكثر من [391] المقيمين في يوتا.[392] كما  [393] تشير هذه النتائج إلى أهمية الخبرة عند التعرف على [394] لهجةٍ أو منطقةٍ أو أصل [395] .
-        الاندماجات:
يميل المتحدثون بإنجليزية يوتا إلى استعمال اندماجيات أكثر من المتحدثين باللغة الإنجليزية الأمريكية الغربية،[396]  هذا يعني [397] أن المتحدثين بإنجليزية يوتا سينطقون نطقاً مختلف في الإنجليزية الأمريكية الغربية، وتتضمن بعض الأمثلة كلماتٍ كـ fail-fell، pool-pull، card-cord، pin-pen. heel-hill   بنفس الطريقة. حيث ُتستخدم مثل هذه الاندماجات غالباً بواسطة المتحدثين الأكبر سنا [398] . 
·      داخل المؤسسات:
-        النظام القانوني:
§       قضية القتل ضد أو جيه سيمبسون
من الأمثلة المشهورة للتعرّف على العرق بناءً على العيّنات السمعية والتي حدثت داخل الإطار القانوني أثناء محاكمة أو جيه سيمبسون، [399] أدلى اسود اللون “. وقد رفض القاضي اعتراض المحامي الخاص بسيمبسون، السيد كوكرانا [3100] .
§       سانتشيز ضد الشعب
تشكلت سابقةٌ كبرى حول استخدام التنميط اللُغوي في قضية سانتشيز، حين [3101] شهد شاهدٌ ضد مشتبهٍ بهِ بناءً على سماعه لجدالٍ دار بين اثنين من المتحدثين بإسبانيةٍ واضحة، حيث تم الكشف عن [3102] القاتل بأن لديه لكنةً[lf103]  دومينيكية أكثر من كونها بويرتوريكية. وقد حكمت المحكمة العليا في نيويورك بسماح التمييز بين اللكنات استناداً على أن " الخبرة[3104]  الإنسانية علمتنا ان التمييز بين الاختلافات في اوضاع [3105] الحديث لأشخاصٍ معنيين، فوجدت المحكمة أن درجةً معينة من الإلمام باللهجات واللكنات لمنطقة أو جماعةٍ عرقية قد تكون كافيةً[3106]  لتأهيل الفرد للتعرّف على الأصل والعرق في المحاكمة بناءً على الأدلّة السمعية.
§       كليفورد ضد كنتاكي
وقد تم استخدام مبرر مماثل بعد[3107]  ذلك في قضية كليفورد ضد كنتاكي. حيث أدلى شرطيٌ أبيض اللون بشهادته ضد المدعي الأمريكي من أصلٍ أفريقي في محكمة كنتاكي العليا، تشارلز كليفورد [3108] , بناءً على تقييمه للعرق من اللغة المنطوقة. وذكر [3109] القاضي الذي ترأس الجلسة[3110]  بنتائج قضية سانتشيز عندما تم تبرير دعوى ضابط الشرطة حول التعرّف على [3111] المشتبه به على أساس ما تم سماعه من الأحاديث. وحالة مشابهة في قضية كليفورد ضد كومنويلث[3112]  حينما تم السماح بشهادة[3113]  التنميط اللُغوي استناداً على التحذير بأن «الشاهد على دراية شخصية بالخصائص العامة واللهجات وأنماط الحديث لدى العرق أو الجنسية المعنية، وبعبارة أخرى، مادام رأي الشاهد يُعَدُ منطقياً»
§       المبادئ التوجيهية [3114] للاستخدام
قدم اللُغوي دنيس بريستون توسعاً للقرارات الصادرة والمنصوص عليها في استخدام التنميط اللُغوي في السياقات القانونية. وناقش [3115] بريستون المعنى الآخر لـ «المعرفة الشخصية» للهجة الفرد كعضو من خطاب المجتمع عند التعرّف [3116] . ويجب أن يكون الشخص الذي تم التعرّف عليه متحدثاً أصلياً وألا يكون محاكياً أو مقلداً للهجات أخرى في لهجته [3117] . وكذلك يجب ألا يوجد أدلّة تثبت أي تنميط واضح يربط المتحدث بأي طريقة [3118] معيّنة للغة. 
-        في ميدان العمل:
§       الولايات المتحدة ضد فيريل
يظهر التنميط اللُغوي بشكلٍ واضح في ميدان العمل كما اتضح [3119] في قضية المحكمة العليا «الولايات المتحدة ضد فيريل». تعد شيرلي فيريل موظفةً سابقة في شركة التسويق عبر الهاتف [3120] TPG - تي بي جي [3121] ، وقد رفعت فيريل دعوى قضائية ضد الشركة بعد أن تم طردها بسبب عرقها. تم توظيف فيريل بواسطة شركة تي بي جي [3122] TPG وهي شركة تولد [3123] %60 من أرباحها عن طريق إجراء مكالمات هاتفية قبل الانتخابات لإخراج الناخبين المحتملين لانتخابات نوفمبر1994 من التصويت. وتم التخلي عن [3124] فيريل مباشرة بعد انتهاء الانتخابات. كان الجدل في [3125] القضية حول [3126] ممارسة الشركة لمطابقة المتصلين TPG تي بي جي بالناخبين بناءً على أعراقهم. [3127] مع الاساس المنطقي بأن [3128] الناخبين سيستجيبون بشكلٍ أفضل عندما يكون المتصلين من نفس مجموعتهم العرقية، وتم ذلك مع الاعتقاد بأن الناخبين البيض ستكون استجابتهم سلبية للمتصلين السود. وبالفعل، فقد قدم [3129] للموظفين الأمريكيون من أصول أفريقية نصاً «أسود» ليتم قراءته [3130] للناخبين، بينما تم اعطاء الموظفين البيض «نصاً أبيض» ليقرؤوه. واتصلت فيريل، [3131] الأمريكية من أصل أفريقي على الناخبين الأمريكيين من أصل أفريقي،[3132]  على الرغم من أن الدعوى أظهرت بوضوح حقيقة أن عمل فيريل كان يعتمد بشكل أساسي على عرقها، وسمحت المحكمة لشركة TPG بمواصلة تعيين المتصلين بالناخبين بناءً على اللهجة واللكنة أو نمط الحديث على الرغم من الاعتراف بأن الممارسة كانت تشمل [3133] القوالب النمطية العرقية التمييزية.
§       العرق والاجور
هناك أيضاً أدلة على وجود علاقة بين [3134] العرق والأجور. أجرى جيفري غروجر دراسة بحيث يتمكن [3135] المستمعون [3136] بتصنيف متحدثي اللغة الإنجليزية بناءً على أعراقهم، بعد ذلك [3137] سيقوم [3138] المستمعون [3139] بمشاركة آرائهم حول المستوى التعليمي للمتحدث، وأصله وعرقة [3140] وأيضاً لغته ألام. تعرّف المستمعون بشكل صحيح على العرق، ولكنهم لم يتعرفوا على المستوى التعليمي. تبعاً لذلك[3141] ، فأن [3142] هذا يشكل علاقة ترابطية [3143] بين العرق ومجموع الدخل للمتحدث، وقد نال العاملين الأمريكيون من أصل أفريقي الذين قد تم تصنيفهم إلى «سود» في الدراسة المبنية على أساس الخطاب أجراً أقل بـ 12% من العاملين الأمريكيين من أصل أفريقي الذين لم يتم تصنيفهم إلى سود، فهؤلاء العاملين الأمريكيين ذوي الأصل الأفريقي الذين لم يتم تصنيفهم عبر الإشارات الصوتية بأنهم سود قد نالوا [3144] اجوراً تساوي أجور العاملين البيض.

## التعليم
§       التعليم الابتدائي
يتضح التنميط اللغوي كذلك في التعليم "...في التعليم، ففي دراسة مايكل سيبرد القائمة حول تصورات المعلمون للطلاب، قارن مايكل بين ما رآه في المعلمين من لوس أنجلوس من استجابات محابية مع العرق والجنس للطالب المتحدث. تم تقسيم الطلاب إلى مجموعات بناءً على كونهم بيض أو أقليات وذكر أو أنثى. اشاد [3145] المعلمين ذوي الخلفيات المختلفة العرق والأصل ان الفتيات البيض هن الأكثر نسبة، ويتبعهم الاولاد البيض، وبعدها فتيات الاقليات، والاولاد من الاقليات كانوا هم الاقل نسبةً [3146] . وتجدر الإشارة بصفة خاصة على ان [3147] حقيقة وجود المعلمين السود وذوي الأصول الإسبانية [3148] مالوا إلى تصنيف الاستجابة المعطاة من أقليات الفتية والفتيات وأولاد البيض، أقل من بقية المعلمين بشكل ملحوظ. وفي حين أنها تدل على الوصم العام للأولاد، تقدم الدراسة أيضًا دليلًا على أن الارتباطات السلبية مع طلاب الأقليات (الذين يتم تحديدهم من خلال التنميط اللغوي) يحتفظ بها أعضاء من جميع المجموعات العرقية.
§       التعليم العالي
في التعليم العالي تبيّن ان التنميط اللغوي يعيق فهم الطلاب[3149] , ففي دراسة قام بها الدكتور روبن عام1992 تبين أن الطلاب الجامعيين سيفهمون المواد بشكل أكثر سوءًا إذا سمعوا محاضرة غير معلَمة قُدمت مع صورة لأنثى آسيوية، ولكن [3150] عندما تم تقديم نفس المحاضرة غير المعلَّمة مع مساعد تدريس أمريكي أوروبي، كان لدى الطلاب قدرة أكبر لفهم المادة [3151] . يشير هذا إلى أن تحديد [3152] الوجه قد يكون كافيًا لجعل الطلاب يعتقدون أن أداء اللغة سيكون ذو اللهجة، وهو [3153] ما يتوافق مع الاعتقاد بأن الفهم سيقل.
-        السكن
تتعلق الكثير من الأبحاث المتعلقة بالتنميط اللغوي [3154] بالسكن. وجدت [3155] دراسة في جامعة بنسلفانيا أن التناقضات كانت موجودة ليس فقط بين المتحدثين البيض للغة الإنجليزية الأمريكية القياسية والمتحدثين السود للغة الإنجليزية العامية الأفريقية الأمريكية بل [3156] بين الإناث والذكور والمتحدثين باللغة الإنجليزية اللهجة السوداء [3157] واللغة الإنجليزية الأمريكية الأفريقية عند التقدم للإسكان[3158] . [3159] كان من المرجح أيضًا إخبار الأمريكيين من أصل أفريقي ككل بمشاكل الجدارة الائتمانية عند التقدم بطلب للحصول على عقد إيجار. يقترح شرح قدمه الباحث يربط [3160] بين الخلفيات الاجتماعية والاقتصادية المنخفضة واللغة الإنجليزية الأمريكية الأفريقية العامية، فبينما ارتبطت اللغة الإنجليزية اللهجة السوداء [3161] برفع [3162] الطبقة الوسطى العليا، فقد تسبب [3163] الحديث الأقرب إلى النموذج القياسي إلى قبول أكبر.
لقد فشلت العديد من دعاوى التمييز في تشكيل سابقة رئيسية تتعلق بهذه القضية. تتمثل هذه الأمثلة [3164] على الحالات الفردية ألكسندر ضد ريغا التي تنطوي على رفض مكالمات المتقدمين الأمريكيين من أصل أفريقي[3165]  ، بالإضافة إلى قضية الولايات المتحدة ضد مركز لورانتفي للرعاية حيث تم رفض دخول الأمريكيين من أصل أفريقي إلى دور رعاية المسنين.
ينص قانون الإسكان العادل على عدم قانونية التمييز ضد أي عضو في الطبقة المحمية، والذي يشمل [3166] الدين والعمر والإعاقة والجنس والعرق. من الواضح أن رفض السكن غير قانوني لأنه تم بناء على تحديد بعض السمات اللغوية [3167] ، ولكن يجب العثور على أدلة على أن سلطة الإسكان المعنية يمكنها [3168] تحديد العرق أو الأصل الإثني لمقدم الطلب. وبهذه الطريقة، تثبت الدراسات اللغوية [3169] قدرة الأشخاص العاديين على تحديد العرق أو الجماعات العرقية بشكل صحيح بناءً على الإشارات السمعية أنها مفيدة لقانون مناهضة التمييز.
§       خارج الولايات المتحدة
تحدث هذه الممارسة في مناطق خارج الولايات المتحدة كما يتضح ذلك من دراسة أجريت عام 2009 في أثينا، اليونان. وأظهرت تجربة [3170] هاتفية تزايدا في الصعوبة التي يواجها الألبان، والألبانيات على وجه الخصوص في تأمين السكن. أوضحت [3171] الدراسة ذلك بناء على العزل التميزي [3172] على أساس ممارسات السكن التمييزية. 